# Czesław Kozanowski
Czesław Kozanowski (ur. 15 kwietnia 1944 w Kaliszu) – polski artysta rzeźbiarz.

## Życiorys
W roku 1974 ukończył z wyróżnieniem i Nagrodą Ministra Kultury i Sztuki studia na Akademii Sztuk Pięknych w Warszawie. W latach 1976–1986 utworzył i prowadził autorską Pracownię Zagospodarowania Przestrzennego w Warszawie. W 1990 założył stowarzyszenie twórcze "Asocjacje Rzeźby". Wielokrotnie organizował plenery rzeźbiarskie, czego efektem są m.in. rzeźby plenerowe zrealizowane na osiedlach Grochowa i Saskiej Kępy.
W 1990 został wybrany na przewodniczącego Sekcji Rzeźby Okręgu Warszawskiego Związku Polskich Artystów Plastyków i pełnił tę funkcję przez dwie kadencje. Obecnie nadal jest członkiem tej Sekcji. W 2013 roku artysta zdobył II nagrodę w konkursie na rzeźbę „W Hołdzie Polskim Artystom Baletu” za pracę „Tańcząca”.

## Ważniejsze realizacje
- „Kariatyda” (marmur, wys. 180 cm) Warszawa
- „Wzlot” (marmur, wys. 300 cm) Warszawa
- „Erato” (marmur, wys. 250 cm) Warszawa
- „Łuk triumfalny” (marmur, wys. 270 cm) Lądek-Zdrój
- „Sen” (marmur, wys. 240 cm) Skierniewice
- „Dłonie” (marmur,  szer.370 cm wys.150 cm) Avallon, Francja
- „W hołdzie Gutenbergowi” (marmur, wys. 160 cm) Moguncja, Niemcy
- "Galionea" (marmur, wys. 60 cm)
- Stacje Drogi Krzyżowej w parafiach w Warszawie i Sokołowie Podlaskim